# Fehérmellű törpeguvat
A fehérmellű törpeguvat (Laterallus eurizonoides) a madarak osztályának darualakúak (Gruiformes) rendjébe és a guvatfélék (Rallidae) családjába tartozó faj.

## Rendszerezése
A fajt Louis Pierre Vieillot francia ornitológus írta le 1819-ben, a Rallus nembe Rallus leucopyrrhus néven.

## Előfordulása
Dél-Amerika nyugati részén, Argentína, Brazília, Paraguay és Uruguay területén honos. Természetes élőhelyei a mocsarak. Állandó, nem vonuló faj.

## Megjelenése
Testhossza 16 centiméter.
|  |

## Természetvédelmi helyzete
Az elterjedési területe nagyon nagy, egyedszáma pedig ismeretlen. A Természetvédelmi Világszövetség Vörös listáján nem fenyegetett fajként szerepel.